# SpeedFan
SpeedFan — утилита, разработанная итальянским программистом Альфредо Милани Компаретти для операционных систем Windows, следящая за показателями датчиков (температуры, напряжения и т.д.) материнской платы, видеокарты и жёстких дисков, с возможностью регулирования скорости вращения установленных кулеров.

## Отображаемые параметры
- Напряжение цепей питания материнской платы[1].
- Скорость вращения вентиляторов[1].
- Температура компонентов компьютера[1].
- S.M.A.R.T. жёстких дисков (кроме массивов на RAID-контроллерах)[1].

## Регулируемые параметры
- Управляет скоростью вращения установленных вентиляторов. Может регулировать скорость, как автоматически так и вручную[1].

## Программирование событий
- Инициирующие события: достижение или превышение выше (или понижение ниже) определённого уровня температуры или напряжения;
- Возможные действия: запуск внешней программы, вывод сообщения, звуковое предупреждение, отправка сообщения по электронной почте.

## Применение
- Программа используется при поиске неисправности компьютера и при разгоне компьютера. Не предназначена для работы с ноутбуками.
- Может применяться для уменьшения шума системы за счёт замедления вентиляторов[1].